# Sergio Reguilón
Sergio Reguilón Rodríguez (n. 16 decembrie 1996, Collado Villalba⁠(d), Spania) este un fotbalist spaniol, care joacă pe post de fundaș la Tottenham în Premier League. Pe plan internațional, are prezențe la națională pentru Spania U-21 și Spania.

## Cariera de club
Născut la Madrid, Reguilón s-a alăturat echipei de tineret al lui Real Madrid în 2005, la vârsta de opt ani. La 5 august 2015, după terminarea formării sale, el a fost împrumutat clubului UD Logroñés în Segunda División B timp de un sezon.
Reguilón și-a făcut debutul senior la 23 august 2015, jucând ultimele șapte minute într-o victorie de 3-0 cu SD Compostela.
La 23 august 2016, Reguilón s-a întors la Logroñés într-o tranzacție de împrumut de un an. Acum, fiind un jucător de start, a marcat opt goluri în timpul sezonului.
La revenirea la Castilla, Reguilón a fost prima alegere a lui Santiago Solari și și-a reînnoit contractul la 11 mai 2018. La data de 25 august a aceluiași an, a fost cu siguranță promovat în echipa principală de către managerul Julen Lopetegui.
Reguilón și-a făcut debutul profesional la 2 octombrie 2018, începând cu un meci în deplasare, care s-a terminat cu scorul de 0-1 pentru CSKA Moscova în Liga Campionilor UEFA. De asemenea, a debutat în La Liga la 3 noiembrie 2018, începând cu o victorie de 2-0 împotriva la Real Valladolid.

## Statistici de carieră
| Club                  | Sezon         | Ligă               | Ligă     | Ligă   | Cupă     | Cupă   | Europa   | Europa | Altele   | Altele | Total    | Total  |
| Club                  | Sezon         | Diviziune          | Apariții | Goluri | Apariții | Goluri | Apariții | Goluri | Apariții | Goluri | Apariții | Goluri |
| --------------------- | ------------- | ------------------ | -------- | ------ | -------- | ------ | -------- | ------ | -------- | ------ | -------- | ------ |
| Real Madrid Castilla  | 2015–16       | Segunda División B | 18       | 0      | —        | —      | —        | —      | —        | —      | 18       | 0      |
| Real Madrid Castilla  | 2017–18       | Segunda División B | 30       | 2      | —        | —      | —        | —      | —        | —      | 30       | 2      |
| Real Madrid Castilla  | Subtotal      | Subtotal           | 48       | 2      | —        | —      | —        | —      | —        | —      | 48       | 2      |
| Logroñés (împrumutat) | 2015–16       | Segunda División B | 9        | 0      | 3        | 0      | —        | —      | —        | —      | 12       | 0      |
| Logroñés (împrumutat) | 2016–17       | Segunda División B | 30       | 8      | 1        | 0      | —        | —      | —        | —      | 31       | 8      |
| Real Madrid           | 2018–19       | La Liga            | 11       | 0      | 4        | 0      | 4        | 0      | 0        | 0      | 19       | 0      |
| Total carieră         | Total carieră | Total carieră      | 94       | 10     | 7        | 0      | 4        | 0      | 0        | 0      | 105      | 10     |

## Palmares

### Club
Real Madrid
- Campionatul Mondial al Cluburilor FIFA: 2018

 Tottenham Hotspur
- UEFA Europa League: 2024–25